# Acrossocheilus spinifer
Acrossocheilus spinifer är en fiskart som beskrevs av Yuan, Wu och Zhang 2006. Acrossocheilus spinifer ingår i släktet Acrossocheilus och familjen karpfiskar. Inga underarter finns listade i Catalogue of Life.